# Długoszparowate
Długoszparowate (Cetorhinidae) – rodzina ryb chrzęstnoszkieletowych należących do lamnokształtnych. Jedynym żyjącym przedstawicielem rodziny jest długoszpar (Cetorhinus maximus), będący jednym z trzech przedstawicieli rodzaju Cetorhinus i zarazem jego jedynym żyjącym przedstawicielem (do rodzaju należą także wymarłe gatunki Cetorhinus huddlestoni i Cetorhinus piersoni, żyjące w miocenie). Oprócz niego do rodziny należy też rodzaj Caucasochasma z wymarłym, oligoceńskim gatunkiem Caucasochasma zherikhini oraz rodzaj Keasius z czterema wymarłymi gatunkami: żyjącym w eocenie Keasius taylori, żyjącym od oligocenu do miocenu Keasius parvus, oligoceńskim Keasius septemtrionalis oraz mioceńskim Keasius rhenanus. Do rodziny może też należeć późnotriasowy rodzaj Pseudocetorhinus, co razie potwierdzenia dowodziłoby istnienia przedstawicieli Cetorhinidae już w triasie; przynależność Pseudocetorhinus do długoszparowatych jest jednak niepewna. Zdaniem Andreeva i Cuny'ego (2012) bardziej prawdopodobne jest, że Pseudocetorhinus jest bazalnym przedstawicielem grupy Selachimorpha (sensu Vélez-Zuazo i Agnarsson, 2011), daleko tylko spokrewnionym z długoszparowatymi. Najstarsze skamieniałości niewątpliwych przedstawicieli długoszparowatych pochodzą z eocenu.